# Ламберт, Кристофер
Кри́стофер Ла́мберт (англ. Christopher Lambert), настоящее имя Кристо́ф Ги Дени́ Ламбе́р (фр. Christophe Guy Denis Lambert; род. 29 марта 1957, Грейт-Нек, штат Нью-Йорк, США) — французский и американский актёр, лауреат премии «Сезар» (1986).
За более чем 35-летнюю кинокарьеру снялся в 80 картинах. Ламберт играл как в комедиях («Арлетт», «Эркюль и Шерлок против мафии», «Почему я?»), так и в интеллектуальном кино («Подземка», «Убить священника»). Однако настоящую популярность актёр получил благодаря ролям героев-одиночек в фантастических фильмах и фильмах жанра «экшн» («Крепость/Последний отсчёт», «Смертельная битва», «Крутые стволы»), среди которых самая главная — бессмертный воин Коннор Маклауд из фильма «Горец».

## Биография

### Ранние годы
Ламберт родился в Грейт-Нек, Нью-Йорк. Его отец был французским дипломатом в Организации Объединённых Наций. Вырос в Женеве, Швейцария, куда его семья переехала, когда ему было два года; вернулся в Париж, когда ему было 16. После службы в армии получил экономическое образование и некоторое время работал в сфере финансов. Учился в Парижской консерватории музыки и танца, но окончил только 2 курса.

### Карьера
Кристофер Ламберт начал сниматься в кино с 22 лет. Первые французские фильмы, в которых он участвовал, не принесли ему особой известности. По этой причине молодой актёр попытался сниматься у режиссёров за пределами Франции. Так, он проходил пробы в 1982 году у итальянского режиссёра Франко Брузати, работавшего над фильмом «Бравый солдат». Ситуацию изменила картина 1984 года британского режиссёра Хью Хадсона «Грейсток — Легенда о Тарзане, повелителе обезьян», в которой Ламберт сыграл главную роль. Следующие фильмы «Слова и музыка» и «Подземка» укрепили его популярность. Лента «Подземка» стала третьей в списке самых кассовых фильмов Франции 1986 года и была удостоена трёх премий «Сезар» (из тринадцати номинаций). Одну из статуэток — за исполнение лучшей мужской роли — получил Ламберт, став самым молодым обладателем «Сезара» в истории кино.
Следующая работа актёра в кино — бессмертный Коннор Маклауд в фильме австралийского клипмейкера Рассела Малкэхи «Горец», после которой Ламберт стал суперзвездой международного класса и закрепил за собой статус героев фильмов жанра «экшн». Шотландец Коннор Маклауд, сражённый в битве, таинственным образом воскресает, оказавшись представителем древней расы бессмертных воинов, которых можно лишить жизни, лишь отделив голову от тела. Древнее пророчество вынуждает его вступить в битву, от которой зависит судьба всех смертных. Это многовековая дуэль между бессмертными за власть, которая не должна достаться воину Кургану — воплощению зла. Актёрский дуэт Ламберта и его партнёра Шона Коннери, сюжет, спецэффекты, умелая режиссура и музыка группы «Queen» вызвали у зрителей восхищение. «Горец» повлёк за собой создание четырёх сиквелов, мультсериала, телесериала и большого количества комиксов. В телесериале главную роль сыграл Эдриан Пол; его герой Дункан Маклауд был родственником и учеником Коннора. Кристофер появился в первой серии в качестве приглашённой звезды.
Кристофер Ламберт и Шон Коннери находились в хороших отношениях во время съёмок картины и называли друг друга именами своих персонажей и вне съёмочной площадки. Именно по настоянию Ламберта продюсеры вернули героя Коннери во второй фильм. Вышедший в 1991 году «Горец-2» не выдерживал никакого сравнения с первым фильмом, хотя и имел успех, и широко разошёлся на видеокассетах.
В 1993 году Ламберт снялся в фантастическом боевике «Крепость», а в 1999 году в его продолжении — «Крепость 2». Именно первый фильм позволил актёру войти в сотню лучших героев боевиков.
В 1995 году снялся в фантастическом боевике по мотивам популярной компьютерной игры Mortal Kombat — «Смертельная битва». Фильм имел большой успех, собрав в мировом прокате более 130 миллионов долларов, и был отмечен наградой «BMI Film Music Award». Следующей совместной работой Ламберта и создателей «Смертельной битвы» стала свободная экранизация англосаксонского эпоса начала VIII столетия «Беовульф» (1999 г.). Картина собрала неплохую кассу и была номинирована на премию «Video Premiere Award» в трёях номинациях, но успех был явно не сопоставим с успехом «Смертельной битвы».
Последней заметной работой Ламберта в кино стала кинолента итальянского режиссёра Габриэле Сальватореса «Нирвана» (1997 г.). Фильм был номинирован на премию «International Fantasy Film Award», получил две кинематографические награды «David di Donatello» (из пяти номинаций) и стал классическим произведением в стиле киберпанка. После «Нирваны» Ламберт снялся в нескольких фильмах, провалившихся в прокате и плохо воспринятых кинокритиками, и в результате его карьера пошла на спад.
Четвёртый фильм саги о бессмертных воинах «Горец: Конец игры» вышел в 2000 году и провалился в мировом прокате, собрав всего лишь 13 миллионов долларов.
В 2001 году актёр посетил Россию, где получил специальный приз фестиваля «Лики любви» за создание романтического образа в кино. В 2003 году Ламберт снялся во французской авантюрной комедии «Дженис и Джон». Спустя три года Ламберт снова приехал в Россию для участия в кинофестивале «Французское кино сегодня» со своей новой лентой «Точная копия». В 2005 году принял участие в съёмках автобиографического фильма о певице Далиде.
Снялся в 2006 году в эпизодической роли торговца оружием в американском фантастическо-комедийном триллере «Сказки юга». В том же году актёр снялся во французской картине по мотивам романа Арто Паасилинна «Год зайца». Эта приключенческая комедия называется «Заяц Ватанена». В этом же году вышла следующая картина Ламберта — исторический фильм «День гнева», повествующий о мрачной эпохе инквизиции. В 2007 году состоялся дуэт Софи Марсо — как режиссёра и актрисы, а Ламберта — как актёра во французском фильме «Пропавшая в Довиле». Эта лента сделана в жанре полицейского детектива.
Также в 2007 году Ламберт снялся в мистическом ужастике «Метаморфозы» в роли философствующего вампира, сыграв таким образом, как минимум в двух фильмах за год.

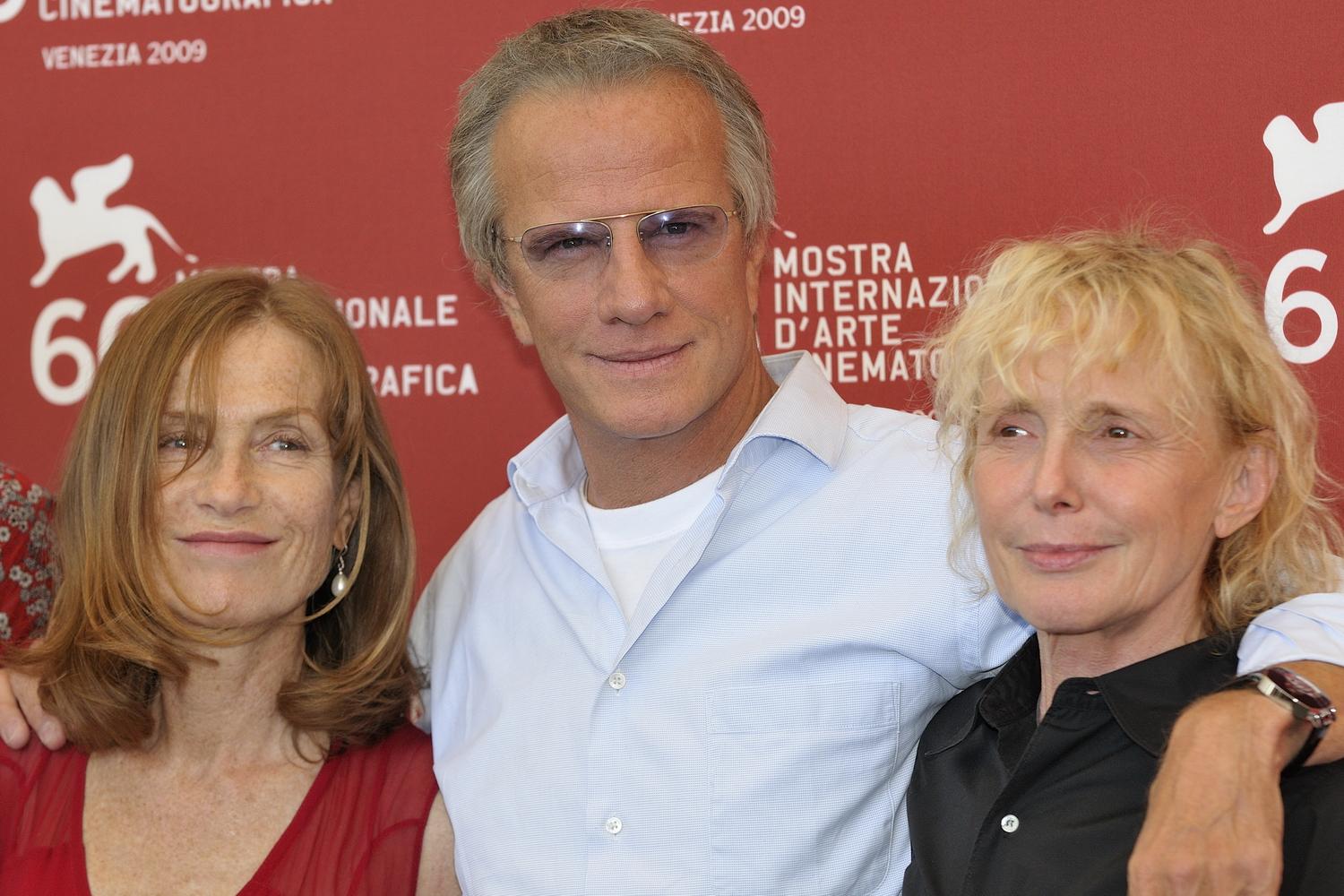
Кристофер Ламберт, Изабель Юппер, Клер Дени на 66-м Венецианском фестивале в 2009 году

В период с 2008 по 2011 год Ламберт снялся в польском детективном триллере «Водитель лимузина» в главной роли — французского бизнесмена и в комедийном боевике «Кровавый выстрел» — в эпизодической роли американского президента. Снялся во французском фильме «Прикованная к постели», в котором его партнёршей снова была Софи Марсо.
В этот же период снялся в нескольких телефильмах: французский телефильм «Компаньоны», немецкий «Тайна китов» и итальянский «Божий садовник».
В феврале 2011 года Кристофер Ламберт дебютировал как писатель. Он выпустил во французском издательстве «Плон» роман «Девушка-амулет», идею которого вынашивал двадцать лет. Роман получил премию имени Клода Шаброля, которая была вручена автору мае 2011 года.
В 2012 году в феврале-марте состоялись премьеры двух художественных фильмов с участием Ламберта: американского мистического боевика «Призрачный гонщик 2» и болгарской комедии «Иностранец», где у  Ламберта небольшие роли. Также актёр снялся в американском сериале «Морская полиция: Лос-Анджелес», где он появился как «приглашённая звезда» в роли Хамелеона. В мае вышли итальянский телефильм «Одна и другая», заключительные серии 3 сезона сериала «Морская Полиция: Лос-Анджелес».

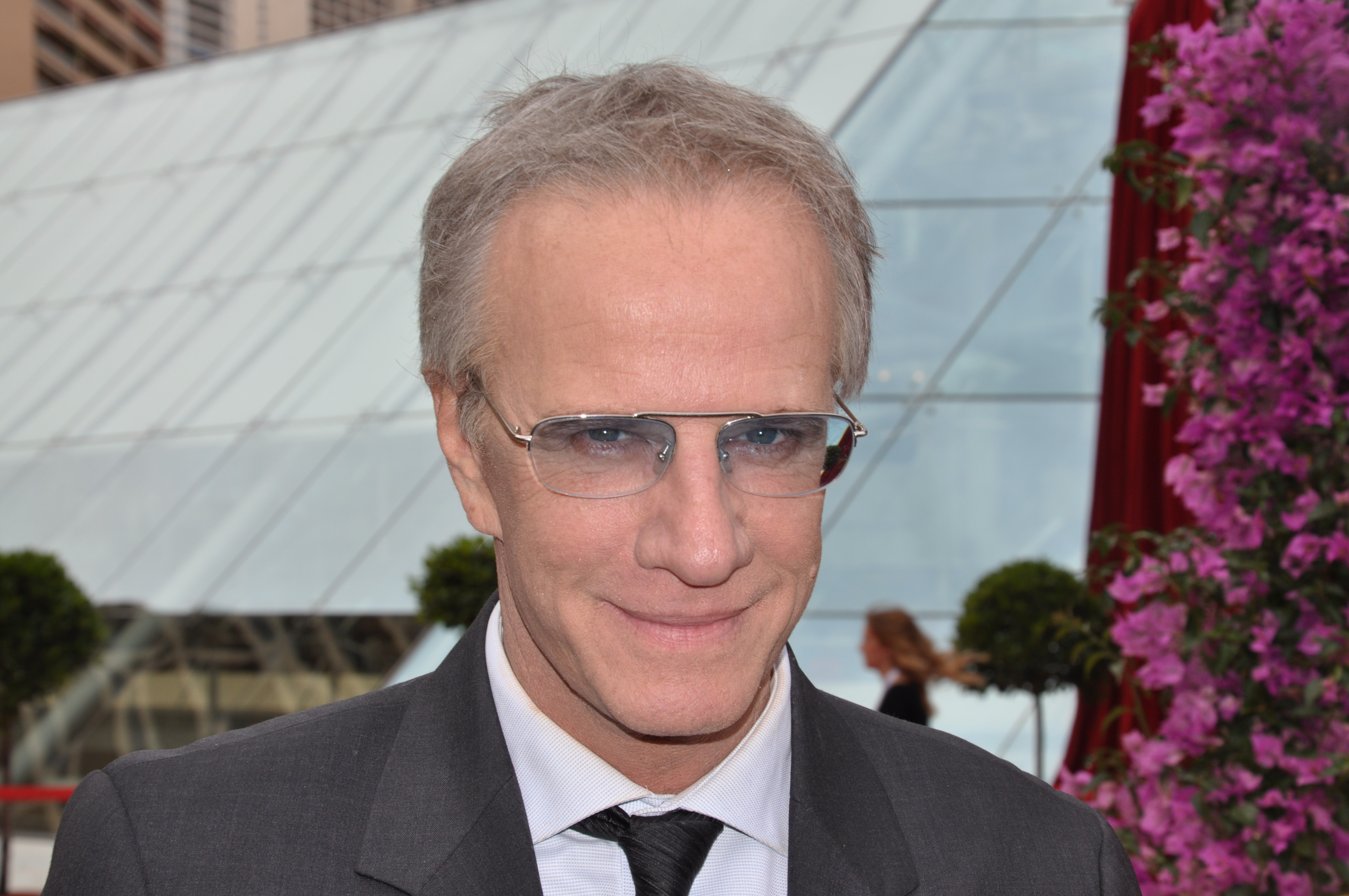
Кристофер Ламберт, Монте-Карло 2013

С 31 января 2013 года по 3 февраля 2013 года, в двадцатый раз проходил ежегодный международный кинофестиваль фантастических фильмов в Жерармере, где Ламберт был председателем жюри полнометражных художественных фильмов..
Ламберт был председателем жюри на пятьдесят третьем ежегодном фестивале ТВ-фильмов и программ в Монте-Карло.
В декабре 2013 года на двадцать шестой церемонии European Film Awards вручил награду Европейской киноакадемии за лучшую женскую роль бельгийской актрисе Веерле Байетенс.
Ламберт «сместил акценты» с актёрства в сторону продюсирования фильмов, спонсорства молодых дарований и профессионального участия в составе жюри международных фестивалей. 6 апреля 2014 года были объявлены фильмы-победители 38 Международного фестиваля в Гонконге.
Фильм с участием Ламберта «10 дней в сумасшедшем доме» был включён в конкурсную программу первого кинофестиваля в Бентонвилле (США). Премьера фильма состоялась в день открытия фестиваля 5 мая 2015 года.
10 июля 2015 года первый фестиваль CinéDrones под председательством актёра Кристофера Ламберта собрал около 2000 зрителей в Санкт-Медар-ан-Жалль.
Во второй половине января 2016 года Кристофер Ламберт присоединился к съёмкам эзотерического триллера «The Broken Key», проходящим в Италии. Ламберт играет графа Росазза — реального персонажа, масона и алхимика.
В первом полугодии 2016 года Кристофер Ламберт стал гостем на нескольких кинофестивалях, в основном во франкоговорящих странах. В феврале это было посещение «Сезара» в Париже и бельгийского фестиваля документальных фильмов «ИмэжеСанте» в Льеже.
В рамках юбилейного Эдинбургского кинофестиваля и чествования тридцатилетия выхода «Горца» 26 июня 2016 года Кристофер Ламберт в компании с Клэнси Брауном провели творческую встречу со зрителями в лондонском «Prince Charles Cinema».
Режиссёр и продюсер Лиана Марабини в середине июня 2016 года закончила съёмки драмы «Матери» с участием Кристофера Ламберта. Картина вышла в Италии в ноябре того же года. Осенние месяцы актёр посвятил съёмкам в российском фильме «Собибор». В ноябре 2016 года во Франции должна была выйти лента «Сумасшедшая история Макса и Леона», также с участием Ламберта.

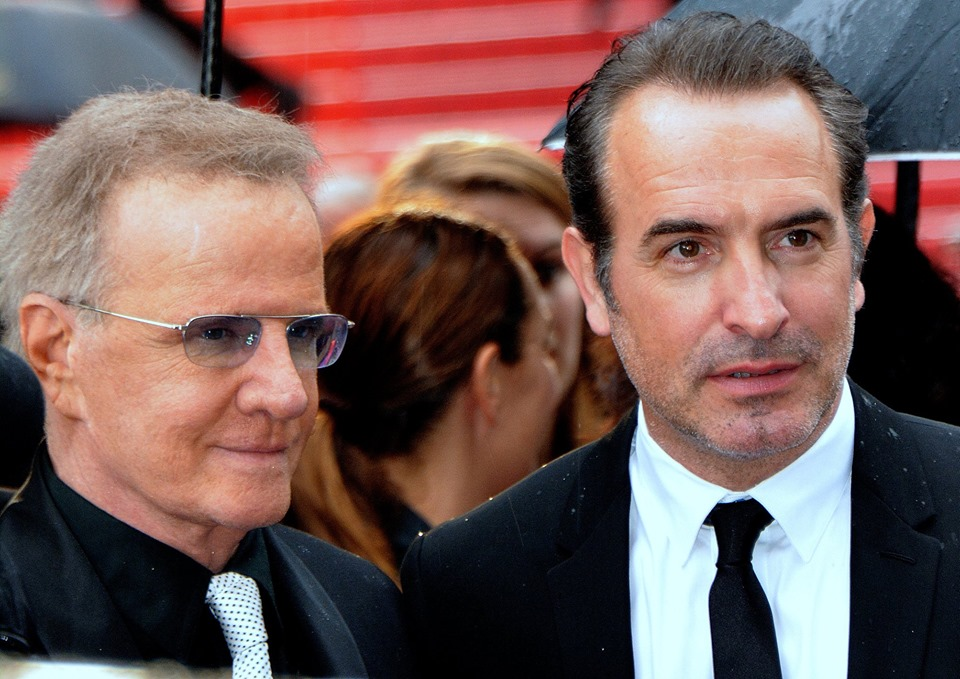
Кристофер Ламбер и Жан Дюжарден на Каннском фестивале, 2019 год

В середине февраля 2017 года Ламберт начал сниматься в американском фильме режиссёра Пола Вайца «Bel Canto» по произведению Энн Пэчетт «Заложники».
В январе 2018 года работал в составе жюри фестиваля комедийных фильмов во французском Альпен Хьюз. В марте 2018 года был приглашён в качестве почётного гостя шестнадцатого международного кинофестиваля «Дух огня», где ему вручили высшую награду «Золотую Тайгу» за вклад в развитие мирового кино.

## Личная жизнь
В 1988—1994 годах был женат на актрисе Дайан Лейн, имеет дочь Элеонор Джэсмин Ламберт (род. 5 сентября 1993 г.). Имел непродолжительные отношения в середине 1980-х гг. с принцессой Монако Стефанией и продолжительные — с итальянской телеведущей Альбой Париетти в 1996 году. Женился на актрисе Джаимесс Хафт в феврале 1999 года, в 2000 году — развёлся.
В течение нескольких лет Кристофер Ламберт жил в гражданском браке с Софи де Мараис — канадкой, не имеющей никакого отношения к миру кино. С 2007 года жил в фактическом браке с Софи Марсо, пока официально не оформил отношения в 2012 году. 11 июля 2014 года пара объявила о своём расставании.
В январе 2016 г. актёр возобновил свои отношения с бывшей подругой — Aльбой Париетти. Роман с новой силой развивался во время поездок на лыжные курорты, обоюдных посещений влюбленными Милана и Парижа. Через три месяца они расстались.
Ламберт очень близорук и почти не видит без очков. Его глаза весьма чувствительны, и поэтому он не может носить контактные линзы. А поскольку почти у всех его персонажей нормальное зрение, на съёмочной площадке ему часто приходится действовать практически вслепую. Кристофер имеет приятный голос с лёгкой хрипотцой и обладает своеобразным смехом, который зачастую является «визитной карточкой» актёра во многих его фильмах, например, «Смертельная битва».
Ламберт поддерживает дружеские отношения с режиссёром Люком Бессоном, актёрами Марио Ван Пиблзом, и Эдрианом Полом. Дружил с Шоном Коннери.

## Хобби и факты

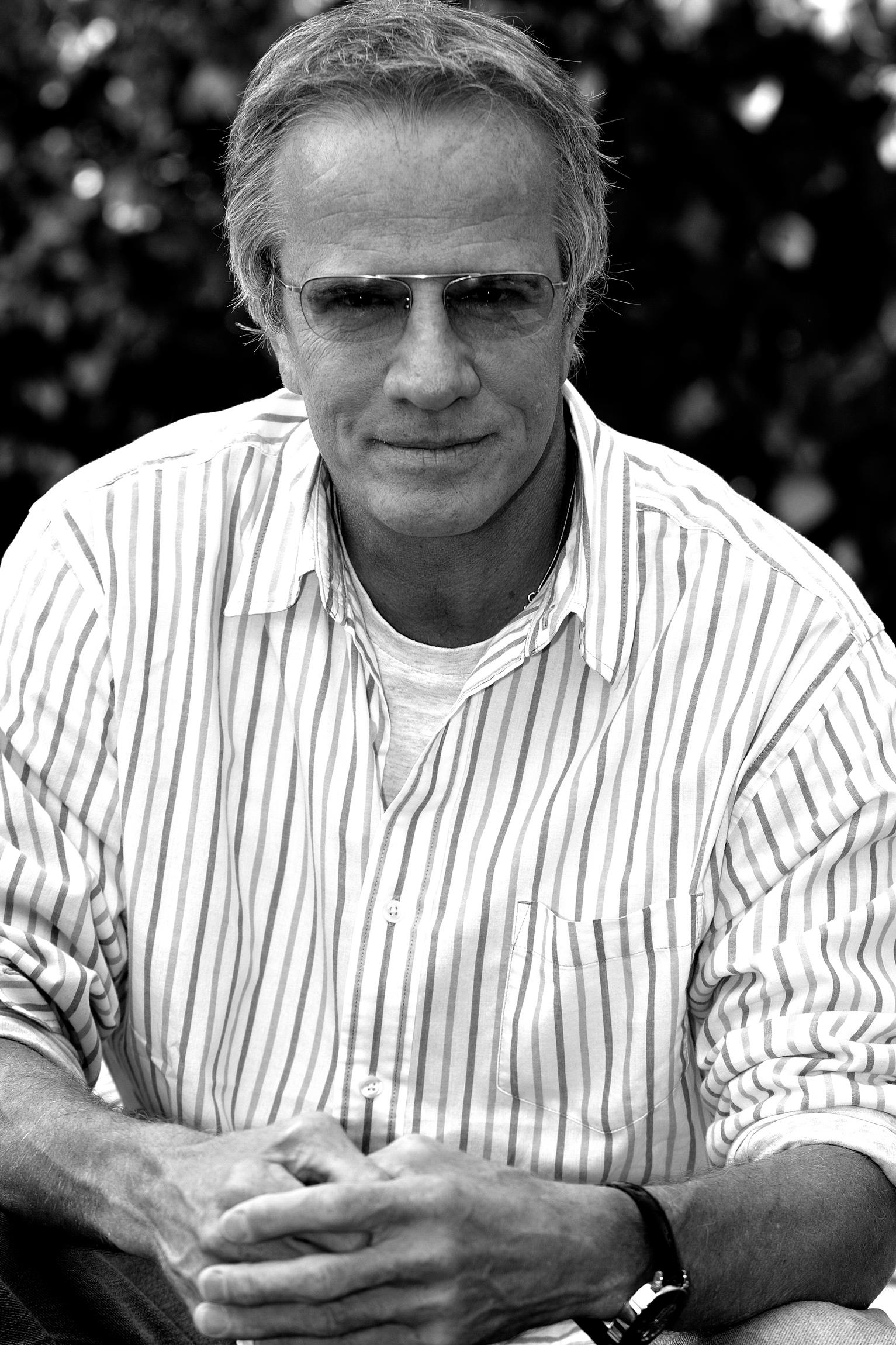
Кристофер Ламберт, фестиваль в Венеции, 2009 год

- С 2007 года является владельцем французского сайта wigiwig.com по обмену подарками и услугами. Сайт видеообъявлений surlecoup.fr, запущенный Ламбертом, претендовал стать «сетью социального общения»[23].
- Коллекционирует эксклюзивные наручные часы.
- Имеет большую коллекцию картин современных художников[24].
- Увлекается подводным плаванием.
- В 1998 году на паях с французским сомелье Эриком Бомаром выкупил несколько десятков гектаров виноградников в долине Роны (вместе с винным заводом)[25]. Белые и красные вина Кот-дю-Рон, и марочное под названием «Les Garrigues de Beaumard-Lambert»[26], выпускаемые в хозяйстве Ламберта, производятся в небольших количествах, до 5000 ящиков и реализуются в Европе и Канаде[27].
- Известен своим участием в благотворительных акциях. В 2008 году он спонсировал открытие в предместье Парижа школы собак-поводырей для слепых и слабовидящих людей[28]. Поддерживает деятельность фондов по защите окружающей среды, таких, как международный институт Джейн Гудолл по изучению приматов;[29] кроме того, оказывает поддержку молодым актёрам и режиссёрам.[30]
- Осенью 2013 г. спонсировал Prix de l’Arc de Triomphe.[31]

## Награды
- 1986 — «Сезар» в категории «лучшая мужская роль» (фильм «Подземка»);
- 2001 — DIVA — Deutscher Entertainment Preis[нем.] в категории «Европейская видеопремия-2001»[32];
- 2001 — «Серебряная стрела» VI Международного кинофестиваля «Лики любви» — «за вклад в мировой кинематограф и за создание бессмертного романтического образа».
- 2010 — «Золотые Лебеди» в номинации «Ударная молния» — почётный приз фестиваля за вклад в развитие киноискусства[33];
- 2010 — Почётный «Скифский олень» «За вклад в мировой кинематограф»[34];
- 2011 — Премия Клода Шаброля (за роман «Девушка-амулет»);
- 2016 — «Gran Galà Arte Cinema Impresa» — приз итальянского Фонда Mazzoleni «Gran Gala Art Cinema & Company» за вклад в кинематограф[35];
- 2018 — «Золотая Тайга» — специальный приз кинофестиваля «Дух огня» «За вклад в развитие мирового кино».

## Фильмография
- 1979 — Пока, парни / Ciao, les mecs
- 1980 — Преступники в ночи / Le Bar du téléphone
- 1981 — Асфальт / Asphalte
- 1981 — Грязное дело / Une sale affaire
- 1981 — Любовная история путаны / Putain d’histoire d’amour
- 1981 — Douchka (TV)
- 1982 — Необходимая самооборона / Legitime Violence
- 1982 — Дама сердца / La Dame de coeur (TV)
- 1984 — Грейстоук: Легенда о Тарзане, повелителе обезьян / Greystoke — The Legend of Tarzan, Lord of the Apes
- 1984 — Слова и музыка / Paroles et musique
- 1985 — Подземка / Subway
- 1986 — Горец / Highlander
- 1986 — Ай Лав Ю / I Love You
- 1987 — Сицилиец / The Sicilian
- 1988 — Убить священника / To Kill a Priest
- 1989 — Бесценная красота / Love Dream/Priceless Beauty
- 1990 — Почему я? / Why Me?
- 1991 — Горец 2: Оживление / Highlander II: The Quickening
- 1992 — Ход конём / Knight Moves
- 1992 — Крепость/Последний отсчёт / Fortress
- 1992 — Макс и Иеремия / Max & Jeremie
- 1992 — Горец / Highlander; телесериал, пилотная серия «Сбор» — Коннор Маклауд
- 1993 — Заряженное оружие, часть 1 / Loaded Weapon 1 (в эпизоде)
- 1994 — С оружием в руках / Gunmen
- 1994 — Цветок у дороги / The Road Killers/The Roadflower
- 1994 — Горец 3: Последнее измерение / Highlander III: The Final Dimension
- 1995 — Травля / The Hunted
- 1995 — Смертельная битва / Mortal Kombat
- 1996 — Северная звезда / Tashunga/North Star
- 1996 — Адреналин: Страх погони / Adrenalin: Fear the Rush
- 1996 — Эркюль и Шерлок против мафии / Hercule et Sherlock
- 1997 — Нирвана / Nirvana
- 1997 — Арлетт / Arlette
- 1997 — Крутые стволы / Mean Guns
- 1999 — Развод и семеро детей / Operation Splitsville
- 1999 — Беовульф / Beowulf
- 1999 — Воскрешение / Resurrection
- 1999 — Гидеон / Gideon
- 1999 — Крепость 2: Возвращение / Fortress 2: Re-Entry
- 2000 — Горец: Конец игры / Highlander: Endgame
- 2001 — Охотники за древностями 3 сезон 7 серия
- 2001 — Aparté
- 2001 — Верцингеторикс/Друиды / Vercingétorix/Druids
- 2001 — Мазинкайзер против Великого Генерала Тьмы / Majinkaizâ (голос, в эпизоде)
- 2001 — Снайперы/Безликий / The Point Men
- 2002 — Виртуоз / The Piano Player
- 2002 — Король бандитов Джинг / King of Bandit Jing (голос, в эпизоде)
- 2003 — Абсолон / Absolon
- 2003 — Дженис и Джон / Janis et John
- 2003 — Ключи от машины / Les Clefs de bagnole (в эпизоде)
- 2004 — Точная копия / À ton image
- 2005 — Далида / Dalida (TV Series)
- 2006 — Заяц Ватанена / Lievre de Vatanen, Le
- 2006 — Страшный суд / Day of Wrath: День гнева
- 2006 — Сказки юга / Southland Tales
- 2007 — Метаморфозы / Metamorphosis
- 2007 — Пропавшая в Довиле / La Disparue de Deauville
- 2008 — Водитель лимузина / Limousine
- 2009 — Белый материал / White Material
- 2009 — Прикованная к постели / L’homme de chevet
- 2009 — Компаньоны / Les Associés (TV)
- 2009 — Божий садовник / The Gardener of God (TV)
- 2010 — Тайна китов / Das Geheimnis der Wale (TV)
- 2011 — Кровавый выстрел / Blood Shot
- 2012 — Морская Полиция: Лос-Анджелес / NCIS: Los-Angeles (3 сезон, 15 серия; 3 сезон, 23 — 24 серии; 4 сезон, 1 серия; 4 сезон, 24 серия; 5 сезон, 1 серия)
- 2012 — Призрачный гонщик 2 / Ghost Rider: Spirit of Vengeance
- 2012 — Иностранец / Foreigner
- 2012 — Одна и другая / L’una e l’altra (TV)
- 2012 — Моя прекрасная звезда / Ma bonne étoile
- 2013 — Источник / La Source (TV Series)
- 2014 — Джентльмен грабитель / Electric Slide
- 2015 — Оттенки истины / Shades of Truth
- 2015 — 10 дней в сумасшедшем доме / 10 Days in a Madhouse
- 2015 — Один плюс Одна / Un plus Une
- 2016 — Аве, Цезарь! / Hail, Caesar!
- 2016 — Сумасшедшая история Макса и Леона / La folle histoire de Max et Léon
- 2016 — Матери / Mothers
- 2016 — Сломанный ключ / Broken key
- 2016 — Мата Хари / Mata Hari
- 2017 — Жизнь каждого / Chacun sa vie
- 2017 — Кикбоксер: Воздаяние / Kickboxer: Retaliation
- 2018 — Собибор
- 2018 — На чужбине (короткометржный фильм)
- 2018 — Бельканто / Bel Canto
- 2018 — Голос волка / La voce del Lupo
- 2019 — Чёрный список / Бастьен Моро

## Продюсер
- 1992 — Ход конём (англ. Knight Moves) Германия, США;
- 1994 — Девять месяцев (фр. Neuf mois (film, 1994)) Франция;
- 1995 — Девять месяцев (англ. Nine Months) США;
- 1995 — Не забудь, что скоро ты умрешь (фр. N’oublie pas que tu vas mourir) Франция;
- 1996 — Северная звезда (англ. North Star) Великобритания, Италия, Франция;
- 1996 — Штрафной (англ. When Saturday Comes) Великобритания;
- 1999 — Воскрешение (англ. Resurrection) США;
- 1999 — Гидеон (англ. Gideon) США;
- 1999 — Развод и семеро детей (англ. Operation Splitsville) США;
- 2002 — Виртуоз (англ. The Piano Player) Великобритания, США, Германия, Испания;
- 2004 — Пастырь (англ. The Good Shepherd) Канада;
- 2006 — Страшный суд (англ. Day of Wrath) Великобритания, Венгрия;
- 2016 — Сумасшедшая история Макса и Леона (фр. La folle histoire de Max et Léon) Франция.

## Сценарист
- 1999 — Воскрешение (англ. Resurrection) США.

## Писатель
- 2011 — Девушка-амулет / La fille porte-bonheur;
- 2015 — Судья / Le Juge.